# 蘇里南鼬鯰
蘇里南鼬鯰，為輻鰭魚綱鯰形目鼬鯰科的其中一種，為熱帶淡水魚，分布於南美洲Marowijne及Sinnamary河流域，體長可達13公分，棲息在岩石底質、水質清澈且水流湍急的溪流底層水域，生活習性不明。